# Rudelswalde
Rudelswalde ist ein Stadtteil der Großen Kreisstadt Crimmitschau im sächsischen Landkreis Zwickau. Der Ort wurde am 1. Juli 1950 eingemeindet. Rudelswalde hat eine Größe von 323 Hektar, liegt auf einer Höhe von 318 m über NN und hatte am 31. Dezember 2008 insgesamt 378 Einwohner. Der Ort hat den Charakter eines Reihendorfes weitestgehend erhalten.

## Geografie

### Lage
Rudelswalde liegt westlich des Stadtgebiets von Crimmitschau am Döbitzbach, einem Zufluss der Pleiße. Südlich und westlich des Orts verläuft die Staatsstraße 290, welche zur Anschlussstelle "Schmölln" an der Bundesautobahn 4 führt. Nordwestlich von Rudelswalde befindet sich die Landesgrenze zu Thüringen.

### Nachbarorte
| Thonhausen    | Mark Sahnau                                 | Leitelshain       |
| Mannichswalde | Kompassrose, die auf Nachbargemeinden zeigt | Crimmitschau      |
|               | Langenreinsdorf                             | Neukirchen/Pleiße |

## Geschichte

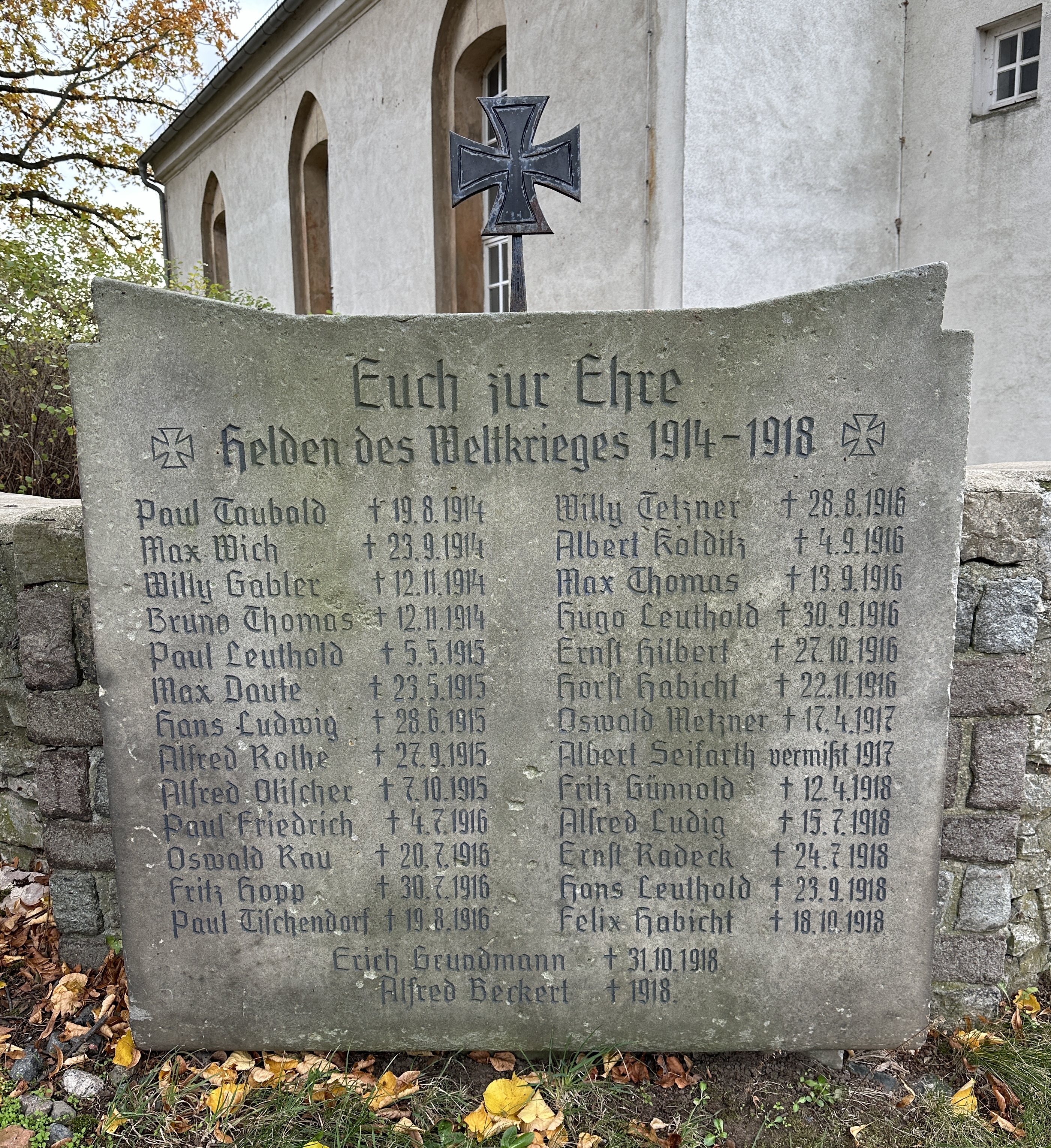
Gedenkstein für die gefallenen des 1. Weltkrieges

1220 ließ Henrich von Crimmitschau unweit seines Schlosses, der Wasserburg zu Crimmitschau (heute Schloss Schweinsburg), eine halbe Stunde südlich der Stadt, bei der alten Martinskirche (heutige Ortslage Carthause), ein stattliches Augustinermönchkloster errichten und schenkte ihm die ganze Flur ringsum. In diesem Zusammenhang wurde Rudelswalde erstmals erwähnt. Älteste Aufzeichnungen und Urkunden von Rudelswalde, welches nach seinem ersten Siedler Rudolph (Rudolpheswalde Schreibweise 1351) benannt wurde, erstrecken sich bis kurz vor Beginn des Dreißigjährigen Krieges. Etwa 100 Jahre früher muss angenommen werden, dass es den Dingstuhl (Dorfgericht) schon gegeben haben muss. Erste Gerichtsbücher beginnen 1544. Rudelswalde war in seiner Anlage ein typisches Reihen- und Bauerndorf mit wenig Nebengewerken, z. B. Schafwollspinnen und Kämmen und einigen Handwerkern wie Schneider, Schuhmacher, Maurer und Schmied. Im Dreißigjährigen Krieg wurden zwölf bewohnte Grundstücke verwüstet. 1633 starben bei nur 22 Gütern 45 Einwohner an der Pest.
Rudelswalde lag in der schönburgischen Pflege Crimmitschau, die 1413 wettinisch wurde und im 16. Jahrhundert im kursächsischen Amt Zwickau aufging. Die Grundherrschaft über Rudelswalde lag bis ins 19. Jahrhundert zeitweise anteilig bei den Rittergütern Carthause, Frankenhausen, und die Pfarre Langenreinsdorf. Ein Teil von Rudelswalde unterstand als Amtsdorf direkt dem Amt Zwickau. 
Aufgrund der lehm- und kalkhaltigen bzw. kiesigen und sandigen Böden wurden in Rudelswalde schon immer gute landwirtschaftliche Erträge erzielt. Zwischen 1742 und 1744 wurden im Ort Kalksteinbrüche und Kalkbrennereien betrieben. Am 1. April 1803 wurden die Kirche und 13 Bauerngüter ein Raub der Flammen. Die neue Dorfkirche St. Katharinen im Zentrum des Orts entstand 1811/12 und erhielt 1861 eine Opitzorgel mit acht klingenden Registern. Ab 1826 hatte Rudelswalde eine eigene Schule, die man 1885 durch ein neues Haus ersetzte. Der Gemeinde war das Schulwesen oft zu teuer, Lehrer erhielten selten die im Land festgesetzte Vergütung, es kam deshalb oft zu Beschwerden der Lehrer. Durch das Schulbezirksgesetz vom 11. Juli 1921 wurde die Selbstständigkeit der Rudelswalder Schulgemeinde aufgehoben, die Schüler mussten in die Crimmitschauer Volksschule. Erst seit 1859 gab es in Rudelswalde ein Tanzlokal; bis dahin war nur der Reihenausschank erlaubt (nach einer Konzession von 1812 durften alle ansässigen Einwohner nacheinander in gewisser Reihenfolge Bier verschenken, Werbung dafür war nicht gestattet, trotzdem war jeder genau informiert).
Rudelswalde gehörte bis 1856 zum kursächsischen bzw. königlich-sächsischen
Amt Zwickau. 1856 wurde der Ort dem Gerichtsamt Crimmitschau und 1875 der Amtshauptmannschaft Zwickau angegliedert. Aus dem Ersten Weltkrieg kehrten 20 Rudelswalder nicht zurück. 1926 hatte der Ort 576 Einwohner und fünf Gastwirtschaften, über einige Jahre gab es hier keine Gastronomie mehr. 1997 eröffnete der „Regenbogenhof“ eine Urlaubspension mit Gastronomie, eingerichtet in einem umgebauten ehemals für die Landwirtschaft genutzten Bauerngehöft. Im Jahr 1928 erfolgte ein Gebietsaustausch und eine Grenzbereinigung zwischen dem Freistaat Sachsen und dem Land Thüringen. Dadurch wurden die in Sachsen liegenden Splitterflächen des thüringischen Anteils von Thonhausen an Sachsen abgetreten und nach Rudelswalde eingegliedert. Aus der Zeit des Zweiten Weltkrieges wurde von einem Zeitzeugen folgende Begebenheit berichtet: „Der in Rudelswalde geborene Karl Ernst Hilbert, Oberfeldwebel der deutschen Luftwaffe, startete am 23. Juni 1943 vom Militärflugplatz Altenburg mit einer Bf 109, überflog seinen Heimatort, gab dort seinen Eltern oder Bekannten ein Zeichen und stürzte in der Nachbargemeinde Neukirchen ab.“
Am 1. Juli 1950 wurde Rudelswalde nach Crimmitschau eingemeindet. Durch die zweite Kreisreform in der DDR kam Rudelswalde als Ortsteil der Stadt Crimmitschau im Jahr 1952 zum Kreis Werdau im Bezirk Chemnitz (1953 in Bezirk Karl-Marx-Stadt umbenannt), der ab 1990 als sächsischer Landkreis Werdau fortgeführt wurde und 1994 im Landkreis Zwickauer Land bzw. 2008 im Landkreis Zwickau aufging.

## Geschichte der Feuerwehr Rudelswalde
Seit 1851 gibt es in Rudelswalde eine Feuerlöschordnung und Feuerwehr, in der damals jeder männliche Einwohner zur Teilnahme an den Löscharbeiten verpflichtet wurde – sonst musste er ein Strafgeld zahlen. 1851 ist die Spritze viermal ausgerückt. 1855 streifte eine Diebes- und Brandstifterbande durch die Umgebung der Gemeinde, so dass man sich genötigt sah, einen Wach- und Sicherheitsdienst einzurichten. 1875 brannte die Rudelswalder Mühle – das Feuer wurde erfolgreich gelöscht. 1894 wurde das 1851 erbaute Spritzenhaus durch ein größeres massives Gebäude ersetzt. 
1928 ist das Gründungsjahr der Freiwilligen Feuerwehr in Rudelswalde; dies geht aus einem Bittgesuch über 100 Mark an die Freiwillige Feuerwehr Crimmitschau hervor, welche diesen Betrag den Rudelswaldern für den Aufbau ihrer neu gegründeten Feuerwehr bewilligte. 1931 entstand ein Steigerturm. In den Jahren 1959/60 vergrößerte man das Spritzenhaus, 1972 musste der Steigerturm abgerissen werden. 1998 wurde das an alter Stelle neu errichtete Feuerwehrhaus geweiht.

## Sehenswürdigkeiten
- Kirche St. Katharinen
- Wassermühle Rudelswalde